# Venus Williams
Venus Ebony Starr Williams (sinh ngày 17 tháng 6 năm 1980 tại Lynwood, California, Mỹ), từng là tay vợt nữ số 1 thế giới, Huy chương Vàng Olympic, có trong tay 23 danh hiệu Grand Slam (bao gồm 7 danh hiệu đơn, 14 danh hiệu đôi nữ, 2 danh hiệu đôi nam nữ). Venus là chị của tay vợt số 1 thế giới Serena Williams. Hai chị em Williams được chú ý bởi lối chơi đầy sức mạnh của họ, và Venus từng giữ kỷ lục về quả giao bóng nhanh nhất được thực hiện bởi 1 tay vợt nữ trong 1 trận đấu chính thức (128.8 dặm/h).

## Sự nghiệp ban đầu
Đã nổi tiếng từ năm 11 tuổi, bắt đầu thi đấu chuyên nghiệp vào 31 tháng 10 năm 1994, Venus và cô em được huấn luyện bởi bố mẹ của mình là Richards Wiliams và Oracene Price. Năm 1994, cô chỉ tham gia 1 giải đấu duy nhất ở Oakland (vào đến vòng 2). Tham gia chỉ 3 giải đấu vào năm 1995 và 5 giải đấu trong năm 1996.
Williams bắt đầu chơi thường xuyên hơn từ năm 1997. Sự kiện đáng nhớ vào năm 1997 là khi cô vào đến chung kết Mỹ Mở rộng lần đầu tiên trong đời rồi để thua Martina Hingis 6-0, 6-4, sau khi đã đánh bại Irina Spirlea trong trận bán kết nổi tiếng (Williams và Spirlea đã có cuộc ẩu đả với nhau trong giờ nghỉ).
Vào 1998, cùng với Justin Gimelstob giành Giải Úc Mở rộng và Roland Garros ở nội dung đôi nam nữ. Cô em Serena cũng giành 2 Grand Slam còn lại của năm (Wimbledon và US Open) ở nội dung đôi nam nữ để hoàn thành "năm Grand Slam đánh đôi của Gia đình Williams". Tại nội dung đấu đơn, Venus thắng cúp Grand Slam và 2 giải đấu ở Miami và Oklahoma. Cô cũng vào đến ít nhất là tứ kết của 4 Grand Slam trong năm. Venus kết thúc năm 1998 ở hạng 5 thế giới.
Năm 1999, Williams giành giải Miami, sau khi đánh bại lần lượt Jana Novotna, Steffi Graf và người em gái Serena. Venus cũng giành các giải Hamburg, Roma, New Haven và Zurich. Venus và Serena đánh cặp và giành danh hiệu đôi nữ ở Pháp và Mỹ mở rộng, trở thành hai chị em đầu tiên giành Grand Slam của thế kỷ 20.
Năm 2000, Williams giành danh hiệu đơn ở cả Wimbledon và US Open; ngoài ra còn giành 2 huy chương vàng ở Olympic Sydney. Cũng trong năm này, 2 chị em Williwms cũng giành danh hiệu Wimbledon đầu tiên ở nội dung đôi nữ.
Williams thành công trong việc bảo vệ chức vô địch Wimbledon và US Open của cô vào 2001. TẠi US Open, Venus đã không để thua một ván đấu nào và đánh bại cô em Serena trong trận chung kết 6-2, 6-4. Hai chị em Williams vô địch đôi nữ tại Úc mở rộng lần đầu tiên. Venus giành tổng cộng 6 danh hiệu Grand Slam (đơn và đôi) trong năm này.
Venus mở đầu năm 2002 bằng việc giành chiến thắng trước Justine Henin tại giải Gold Coast. Sau đó vào đến tứ kết Úc mở rộng. Tháng 2 năm 2002, cô được xếp hạng tay vợt số 1 thế giới, tay vợt da màu đầu tiên gặt hái được vị trí đó kể từ khi có bảng xếp hạng vi tính (1975).
Bắt đầu từ giải Pháp Mở rộng 2002 và kéo dài đến Wimbledon 2003, Venus đều vào đến 5 trận chung kết, đều để thua trước Serena Williams.

## 2003
Để thua trước cô em trong trận chung kết Úc mở rộng, Williams sau đó vô địch giải Diamond Games tại Antweps lần thứ 2 liên tiếp.
Trong trận bán kết tại Wimbledon, Williams gẳp phải chấn thương vùng bụng nghiêm trọng, và cần được săn sóc y tế trong suốt thời gian còn lại của trận đấu. Williams đã để thua cán đầu tiên, bị dẫn trước khá sớm ở ván thứ 2 trước khi trận đấu bị hoãn vì trời mưa. Khi trận đấu được tiếp tục, cô thắng 4-6, 6-3, 6-1.
Người chị của cô, Yetunde Price, bị ám sát tại Compton, California vào sáng ngày 14 tháng 10 năm 2003. Kỉ nguyên của gia đình Williams bắt đầu khép lại sau vũ ám sát này.
Sau Wimbledon, cà Venus và Serena đều bị chấn thương, khiến họ không thể thi đấu cho đến hết năm.

## 2004
Tại Úc mở rộng, cô chỉ đi đến vòng 3. Còn tại Pháp Mở rộng, cô để thua nhà vô địch của năm đó là Anastacia Myskina 6-3, 6-4.
Ở Wimbledon, cô để thua Karolina Sperm trong trận đấu gây tranh cãi tại vòng 2. Trọng tài chính của trận đấu, Ted Watts, đã cho Sperm hưởng điểm sai trong loạt tiebreak ở ván thứ 2. Sau quyết định này, Watts đã bị đình chỉ nhiệm vụ.
Tại Mỹ mở rộng, cô để thua Lindsay Davenport ở vòng 4.
2004 không phải là một năm thành công của Williams.

## 2005
Khởi đầu năm 2005 bằng việc đề thua trận đấu vòng 4 Úc mở rộng.
Sau đó, cô giành chiến thắng tại Proximus diamond Games lần thứ 3 trong vòng 4 năm.
Tại giải NASDAQ-100 mở rộng tại Miami, Venus thắng cô em Serena trong trận tứ kết, trước khi để thua Maria Sharapova. Đây là lần đầu tiên kể từ US Open 2001 mà Venus đánh bại được Serena.
Cô chỉ vào đến vòng 3 vì thua Sesil Karatantcheva, người sau này bị phát hiện đã sử dụng chất kích thích và bị cấm thi đấu 2 năm.
Tại Wimbledon, cô đánh bại đương kim vô địch Maria Sharapova trong trận bán kết. Chiến thắng này đánh dấu 6 năm liên tiếp mà ít nhất một trong 2 chị em Williams có mặt trong 1 trận chung kết Grand Slam, và đó là trận chung kết Wimbledon thứ năm của Venus trong vòng 6 năm. Ở Wimbledon 2005, Venus được xếp hạt giống thứ 14 và giành luôn chức vô địch. Hơn nữa, đây là hạt giống thấp nhất giành chức vô địch trong các kì Wimbledon.
Venus đánh bại Serena tại vòng 4 giải Mỹ mở rộng. Vào đến tứ kết thì cô để thua Kim Clijster, người đã giành quán quân năm đó.
Được tạp chí TENNIS xếp vị trí thứ 25 trong danh sách 40 tay vợt vĩ đại nhất.

## 2006
Tại Grand Slam đầu tiên của năm, Venus thất bại một cách đáng ngạc nhiên trước Tszvetana Pironkova. Đây là thất bại sớm nhất của cô tại Úc Mở rộng.
Williams đã không tham gia một giải nào từ 16 tháng 1 cho đến tận 30 tháng 4 vì chấn thương. Sau khi thắng Martina Hingis tại vòng 2, cô để thua Svetlana Kuznetsova tại tứ kết giải J&S (Warszawa, Ba Lan). Tại giải ý mở rộng, cô lại để thua Martina Hinis tại tứ kết, sau khi thắng Jelena Jankovic và Patty Schnyder ở những vòng trước. Venus Williams kết thúc mùa thi đấu trên sân đất nện sau khi để thua Nicole Vaidisova ở tứ kết giải Pháp mở rộng.
Williams thi đấu tại Wimbledon trên mặt sân cỏ, mặt sân ưa thích nhất của cô. Tuy nhiên, cô đã thua sớm tại vòng 3 trước hạt giống số 26, Jelena Jankovic. Phát biểu sau trận đấu, cô nói rằng mình bị đau ở cổ tay trái, nhưng đó không phải là lý do cô thua trận.
Venus không tham gia Mỹ Mở rộng do chấn thương cổ tay lại tái phát.

## 2007
Venus lại rút lui khỏi Úc Mở rộng do chấn thương cổ tay. Đó là Grand Slam thứ 2 liên tiếp mà cô không tham dự vì chấn thương.
Tại WTA Cellelar South Cup ở Memphis, Tennessee, Williams giành vô địch. Đây là giải đấu đầu tiên của cô kể từ tháng 10 năm 2006, cũng là giải đấu giúp cô giành danh hiệu thứ 24 trong sự nghiệp của mình.
Williams tham dự Sony Ericsson mở rộng tại Miami, tuy nhiên đã thua tại vòng 3 trước hạt giống số 1 Maria Sharapova. Nhưng cô đã cải thiện được vị trí của mình trong bảng xếp hạng: từ 39 lên 32.
Chuyển sang mùa thi đấu trên mặt sân đất nện, cô không giành được danh hiệu nào, nhưng đã tiến lên được hạng 22.
Williams thi đấu tại Fed Cup cùng với em gái lần đầu tiên trong vòng 4 năm tại Delray Beach, Florida.
Tại J&S Cup,cô lại để thua Svetlana Kuznetsova tại tứ kết.
Vào đến vòng 3 Pháp Mở rộng và để thua tay vợt Serbia Jelena Janković (người đã vào đến bán kết năm đó). Tại trận đấu vòng 2, Venus đã giao bóng với tốc độ 206 km/h (128,8 dặm/h), đây là quả giao bóng mạnh nhất của một tay vợt nữ trong một trên đấu chính thức.
Tại Wimbledon 2007, cô đã thể hiện một phong độ chói sáng. Tại vòng 4, cô đánh bại hạt giống số 2 Maria Sharapova. Sau đó là Svetlana Kuznetsova tại tứ kết, rồi ngôi sao đang lên Ana Ivanović tại bán kết. Vào đến chung kết, cô chiến thắng áp đảo tài năng trẻ người Pháp, Mario Bartoli 2 sét trắng để đang quang tại Wimbledon lần thứ 4 trong sự nghiệp. Tại Wimbledon lần này, cô cũng là nhà vô địch nữ đầu tiên được hưởng mức tiền thưởng cao nhất (bằng với nhà vô địch nam, là 700.000 nghìn bảng = 1,47 triệu Mỹ Kim).
Được xếp hạt giống số 12 tại US Open, Williams lần lượt vượt qua Ana Ivanović ở vòng 4 và Jelena Janković ở tứ kết để tham dự trân bán kết Grand Slam đầu tiên ngoài Wimbledon kể từ năm 2003,Williams thua tay vợt số 1 thế giới và là nhà vô địch sau đó là Justine Henin.
Williams kết thúc năm ở vị trí số 8 thế giới.

## 2008
Williams tham dự grand slam đầu tiên trong năm tại Úc mở rộng, cô để thua Ana Ivanovic tại vòng tứ kết với tỷ số 0-2 (6-7, 4-6). Tại Bangalore(Ấn Độ), cô thua em gái ở vòng bán kết(3-6,6-3,6-7). Tại Miami open, Williams thua Svetlana Kuznetsova tại tứ kết. Tại Italian open, Williams thua Jelena Janlovic ở vòng tứ kết. 
Tại Pháp mở rộng, Williams bị loại ở vòng 3 trước Flavia Pennetta.
Williams bảo vệ thành công danh hiệu tại Wimbledon mà không thua set đấu nào, trong đó có chiến thắng trước cô em Serena tại trận chung kết(7-5,6-4). Cô còn dành thêm danh hiệu đôi nữ tại đây cùng với em gái của mình.
Tại Olympic Bắc Kinh, Venus để thua đáng tiếc trước Li Na (Trung Quốc) nhưng vẫn giành chiếc HCV ở nội dung đôi nữ cùng Serena Williams và trở thành tay vợt nữ có nhiều HCV Olympic nhất (3 HCV). Tại US Open 2008, Venus thua cô em gái sau khi có hơn 5 điểm set - point.
Venus giành đủ điểm tham dự WTA championship tại Doha (Qatar) và toàn thắng cả năm trận để có chức VĐ lần đầu tiên. Williams kết thúc năm ở vị trí thứ sáu của WTA.

## Đấu tranh giành mức tiền thưởng cân xứng cho các tay vợt nữ tại Wimbledon
Mặc dù bị nhà tiên phong trong giới quần vợt là Billie Jean King và nhiều người khác chỉ trích suốt nhiều thập kỉ qua, Roland Garros và Wimbledon 2005 vẫn khước từ mức thưởng bằng nhau cho các tay vợt nam và nữ. Vào năm 2005, Venus đã gặp gỡ với những nhà tổ chức 2 giải đấu này, đề nghị rằng các tay vợt nữ cũng nên được thưởng bằng với các đồng nghiệp nam. Mặc dù được chủ tịch WTA Larry Scott bình luận là rất ấn tượng và có ý nghĩa, lời đề nghị của Williams bị bác bỏ.
Bước ngoặt của sự kiện này là bài viết đang trên tờ The Times khi gần kết thúc Wimbledon 2006. Trong đó, Williams buộc tội Wimbledon là đã "đi ngược lại lịch sử":
"Tôi thực sự cảm thấy rằng quan điểm của ban tổ chức Wimbledon đã đi làm giảm giá trị những tài năng và thu hẹp những năm tháng lao động vất vả mà các tay vợt nữ bỏ ra để được thi đấu chuyên nghiệp.
Tôi tin rằng các vận động viên, đặc biệt là các vận động viên nữ của môn thể thao hàng đầu dành cho phái nữ, nên được có vai trò chính. Thông điệp mà tôi muốn chuyển đến phụ nữ và các bạn gái trên toàn cầu là không có một mức thưởng xứng đáng cho nữ. Nỗi sợ của tôi chính là việc ban tổ chức Wimbledon lại đưa ra thông điệp hoàn toàn trái ngược.
Wimbledon biện hộ rằng quần vợt nữ thì ít giá trị hơn với hàng loạt các lý do; họ nói rằng, lấy ví dụ, bởi vì các tay vợt nam phải dốc sức để chơi hết 5 ván đấu, vì thế mà học làm việc cực lực hơn mới có được tiền thưởng.
Sự biện hộ này thật là vô nghĩa; trước hết, các quý cô sẽ rất vui lòng mà chơi năm ván ở các giải Grand Slam...
Thứ hai, quần vợt là một môn thể thao độc nhất trong số các môn thể thao chuyên nghiệp. Không có môn nào mà cả nam và nữ thi đấu cho cùng một danh hiệu Grand Slam, trên cùng mặt sân, tại cùng thời điểm. Vì thế nên đối với công chúng mà nói thì các trận đấu nam và nữ có một giá trị như nhau.
Thứ ba,... chúng tôi cũng nổi tiếng như các đồng nghiệp nam và được trả cho những giá trị mà chúng tôi mang lại cho giới truyền thông và cho người hâm mộ, chứ không phải vì lượng thời gian mà chúng tôi bỏ ra trên sân. Và, theo kết quả đo đạc, thì trận chung kết của các quý bà ở Wimbledon 2005 dài hơn 45 phút so với trận chung kết nam...
Wimbledon đã có lý do chính đáng để đối xử với phụ nữ như một tầng lớp thứ hai bởi vì chúng tôi đã cống hiến nhiều hơn cho giải. Lại biện hộ rằng những tay vợt nữ hàng đầu - những người có vẻ như được chơi nhiều trận hơn so với các đồng nghiệp nam - vì thế sẽ kiếm được nhiều hơn các tay vợt nam tại các nội dung đơn, đôi, đôi nam nữ. Suy ra rằng chúng tôi càng theo đuổi Wimbledon, chúng tôi càng bị đối xử kém công bằng! Tuy nhiên, các nội dung đánh đôi là những sự kiện hoàn toàn độc lập so với các trận đấu đơn. Có phải Wimbledon đề nghị rằng, nếu các tay vợt nữ rút khỏi các nội dung đánh đôi, thì chúng tôi sẽ được hưởng mức tiền thưởng cân bằng khi đánh đơn. Nếu vậy thì Liên hiệp các CLB ở Anh giải thích như thế nào khi quỹ thưởng cho các sự kiện đôi nữ ít hơn đôi nam gần 130.000 bảng?
Tôi dự định làm tất cả những gì có thể cho đến khi ước nguyện bình đẳng của Billie Jean trở thành sự thực. Sẽ thực sự xấu hổ nếu tên tuổi của giải đấu lớn nhất trong làng quần vợt, một sự kiên mà đáng ra là biểu tượng tích cực của thể thao, bị làm cho ô uế."
Đáp lại, Thủ tướng Anh Tony Blair và các thành viên Nghị viện đã hết lời ca ngợi những lỹ lẽ của Venus. Cuối năm đó, Hiệp hội Quần vợt Nhà nghề Nữ WTA và UNESCO đã cùng nhau mở cuộc vận động cho sự bình đẳng giới trong thể thao và còn mời Venus làm người đứng đầu chiến dịch này. Dưới qua nhiều áp lực, cuối cùng Wimbledon đã đồng ý thưởng đồng đều cho các tay vợt, và giải Roland Garros cũng tiếp bước Wimbledon một ngày sau đó.
Chủ tịch Liên đoàn quần vợt Pháp đã thừa nhận rằng ông đã bị ảnh hưởng bởi những lời phê bình của Venus. Còn tờ Chicago Sun – Times thì công nhận Williams như "nhân tố cá biệt" đã làm "thay đổi suy nghĩ của các cậu trai", và là một thủ lĩnh "sẵn sàng tạo sự chống đối dư luận, điều giúp cô tách biệt khỏi không những các nữ đồng nghiệp, mà còn khỏi các nam đồng nghiệp nổi tiếng của cô".

## Sự nghiệp ngoài sân vận động
Venus là một nữ doanh nhân và là giám đốc điều hành hãng trang trí nội thất mang tên V Starr Interiors có trụ sở tại Jupiter, Florida. Công ty của Venus nổi lên nhờ việc thiết kế bộ nội thất cho chương trình "Tavis Smiley Show" trên kênh PBS, thiết kế nơi ở cho các vận động viên trong Thế Vận Hội 2012 (một phần của chiến dịch đăng cai tổ chức Thế Vận Hội 2012 của Thành phố New York), cũng như việc thiết kế nhà ở cho người dân và các thương gia sống ở vùng Palm Beach, Florida.
Năm 2001, Venus có tên trong danh sách 25 người phụ nữ quyền lực nhất ở Mỹ do tạp chí Ladies Homes bình chọn.

## Sự nghiệp thi đấu đơn Grand Slams

### Vô địch (7)
| Năm  | Giải đấu      | Đối thủ tại chung kết | Tỉ số            |
| ---- | ------------- | --------------------- | ---------------- |
| 2000 | Wimbledon     | Lindsay Davenport     | 6-3, 7-6         |
| 2000 | U.S. Open     | Lindsay Davenport     | 6-4, 7-5         |
| 2001 | Wimbledon (2) | Justine Henin         | 6-1, 3-6, 6-0    |
| 2001 | U.S. Open (2) | Serena Williams       | 6-2, 6-4         |
| 2005 | Wimbledon (3) | Lindsay Davenport     | 4-6, 7-6(4), 9-7 |
| 2007 | Wimbledon (4) | Marion Bartoli        | 6-4, 6-1         |
| 2008 | Wimbledon (5) | Serena Williams       | 7-5, 6-4         |

### Á Quân (7)
| Năm  | Giải đấu        | Đối thủ tại chung kết | Tỉ số            |
| ---- | --------------- | --------------------- | ---------------- |
| 1997 | U.S. Open       | Martina Hingis        | 6-0, 6-4         |
| 2002 | Pháp Mở rộng    | Serena Williams       | 7-5, 6-3         |
| 2002 | Wimbledon       | Serena Williams       | 7-6(4), 6-3      |
| 2002 | U.S. Open       | Serena Williams       | 6-4, 6-3         |
| 2003 | Australian Open | Serena Williams       | 7-6(4), 3-6, 6-4 |
| 2003 | Wimbledon       | Serena Williams       | 4-6, 6-4, 6-2    |
| 2017 | Australian Open | Serena Williams       | 6-4,6-4          |

## Sự nghiệp thi đấu đôi nữ tại Grand Slams

### Vô địch (14)
| Năm  | Giải đấu           | Đồng đội        | Đối thủ trong trận chung kết        | Tỉ số         |
| ---- | ------------------ | --------------- | ----------------------------------- | ------------- |
| 1999 | Pháp mở rộng       | Serena Williams | Martina Hingis Anna Kournikova      | 6-3, 6-7, 8-6 |
| 1999 | U.S. Open          | Serena Williams | Chanda Rubin Sandrine Testud        | 4-6, 6-1, 6-4 |
| 2000 | Wimbledon          | Serena Williams | Julie Halard Ai Sugiyama            | 6-3, 6-2      |
| 2001 | Úc Mở rộng         | Serena Williams | Lindsay Davenport Corina Morariu    | 6-3, 4-6, 6-4 |
| 2002 | Wimbledon (lần 2)  | Serena Williams | Virginia Ruano Pascual Paola Suárez | 6-2, 7-5      |
| 2003 | Úc mở rộng(lần 2)  | Serena Williams | Virginia Ruano Pascual Paola Suárez | 4-6, 6-4, 6-3 |
| 2008 | Wimbledon (lần 3)  | Serena Williams | Samantha Stosur Lisa Raymond        | 6-2,6-2       |
| 2009 | Úc mở rộng (lần 3) | Serena Williams | Daniela Hantuchová Ai Sugiyama      | 6–3, 6-3      |

## Sự nghiệp thi đấu đôi nam nữ tại Grand Slams

### Vô địch (2)
| Năm  | Giải            | Đồng đội         | Đối thủ ở chung kết       | Tỉ số    |
| ---- | --------------- | ---------------- | ------------------------- | -------- |
| 1998 | Australian Open | Justin Gimelstob | Cyril Suk Helena Suková   | 6-2, 6-1 |
| 1998 | Pháp mở rộng    | Justin Gimelstob | Luis Lobo Serena Williams | 6-4, 6-4 |

### Á quân (1)
| Năm  | Giải      | Đồng đội  | Đối thủ ở chung kết     | Tỉ số    |
| ---- | --------- | --------- | ----------------------- | -------- |
| 2006 | Wimbledon | Bob Bryan | Andy Ram Vera Zvonareva | 6-3, 6-2 |

## danh hiệu (47)

### Đơn (37)
| Legend                |
| --------------------- |
| Grand Slam (7)        |
| Grand Slam Cup (1)    |
| WTA Championships (1) |
| Hạng I (6)            |
| Hạng II (16)          |
| Hạng III (5)          |
| Hạng IV (1)           |
| Olympic (1)           |

| Mặt sân     |
| ----------- |
| Cứng (24)   |
| Đất nện (7) |
| Cỏ (4)      |
| Thảm (3)    |

| STT | Ngày                 | Giải đấu                          | Mặt sân | Đối thủ trong trận chung kết | Tỉ số            |
| --- | -------------------- | --------------------------------- | ------- | ---------------------------- | ---------------- |
| 1.  | 23 tháng 2 năm 1998  | Oklahoma City, Oklahoma, U.S.     | cứng    | Joannette Kruger             | 6-3, 6-2         |
| 2.  | 16 tháng 3 năm 1998  | Key Biscayne, Hoa Kỳ              | Cứng    | Anna Kournikova              | 2-6, 6-4, 6-1    |
| 3.  | 28 tháng 9 năm 1998  | Munich, Đức                       | Cứng    | Patty Schnyder               | 6-2, 3-6, 6-2    |
| 4.  | 22 tháng 2 năm 1999  | Oklahoma City, Hoa Kỳ             | cứng    | Amanda Coetzer               | 6-4, 6-0         |
| 5.  | 15 tháng 3 năm 1999  | Key Biscayne, Hoa Kỳ              | Cứng    | Serena Williams              | 6-1, 4-6, 6-4    |
| 6.  | 26 tháng 4 năm 1999  | Hamburg, Đức                      | Đất nện | Mary Pierce                  | 6-0, 6-3         |
| 7.  | 3 tháng 5 năm 1999   | Rome, Ý                           | Đất nện | Mary Pierce                  | 6-4, 6-2         |
| 8.  | 23 tháng 8 năm 1999  | New Haven, USA                    | Cứng    | Lindsay Davenport            | 6-2, 7-5         |
| 9.  | 11 tháng 10 năm 1999 | Zurich, Thụy Sĩ                   | Cứng    | Martina Hingis               | 6-3 6-4          |
| 10. | 26 tháng 6 năm 2000  | London [[]Anh]                    | Cỏ      | Lindsay Davenport            | 6-3, 7-6(3)      |
| 11. | 24 tháng 7 năm 2000  | Stanford, Hoa Kỳ                  | Cứng    | Lindsay Davenport            | 6-1, 6-4         |
| 12. | 31 tháng 7 năm 2000  | San Diego, Hoa Kỳ                 | Cứng    | Monica Seles                 | 6-0, 6-7(3), 6-3 |
| 13. | 21 tháng 8 năm 2000  | New Haven, Hoa Kỳ                 | Cứng    | Monica Seles                 | 6-2, 6-4         |
| 14. | 21 tháng 8 năm 2000  | U.S. Open, New York, Hoa Kỳ       | Cứng    | Lindsay Davenport            | 6-4, 7-5         |
| 15. | 18 tháng 9 năm 2000  | The Olympics\|Sydney, Úc          | Cứng    | Elena Dementieva             | 6-2, 6-4         |
| 16. | 9 tháng 3 năm 2001   | Key Biscayne, USA                 | Cứng    | Jennifer Capriati            | 4-6, 6-1, 7-6(4) |
| 17. | 30 tháng 4 năm 2001  | Hamburg, Đức                      | Đất nện | Meghann Shaughnessy          | 6-3, 6-0         |
| 18. | 25 tháng 6 năm 2001  | Wimbledon, London, Anh            | Cỏ      | Justine Henin                | 6-1, 3-6, 6-0    |
| 19. | 30 tháng 7 năm 2001  | San Diego, Hoa Kỳ                 | Cứng    | Monica Seles                 | 6-2, 6-3         |
| 20. | 20 tháng 8 năm 2001  | New Haven, Hoa Kỳ                 | Cứng    | Lindsay Davenport            | 7-6(6), 6-4      |
| 21. | 27 tháng 8 năm 2001  | U.S. Open, New York, USA          | Cứng    | Serena Williams              | 6-2, 6-4         |
| 22. | 31 tháng 12 năm 2001 | Gold Coast, Australia             | Cứng    | Justine Henin                | 7-5, 6-2         |
| 23. | 4 tháng 2 năm 2002   | Paris, Pháp                       | Carpet  | Jelena Dokic                 | walkover         |
| 24. | 11 tháng 2 năm 2002  | Antwerp, Bỉ                       | Thảm    | Justine Henin                | 6-3, 5-7, 6-3    |
| 25. | 8 tháng 8 năm 2002   | Amelia Island, USA                | Đất nện | Justine Henin                | 2-6, 7-5, 7-6(5) |
| 26. | 22 tháng 7 năm 2002  | Stanford, USA                     | Cứng    | Kim Clijsters                | 6-3, 6-3         |
| 27. | 29 tháng 7 năm 2002  | San Diego, USA                    | Cứng    | Jelena Dokic                 | 6-2, 6-2         |
| 28. | 19 tháng 8 năm 2002  | New Haven, USA                    | Cứng    | Lindsay Davenport            | 7-5, 6-0         |
| 29. | 10 tháng 2 năm 2003  | Antwerp, Bỉ                       | Thảm    | Kim Clijsters                | 6-2, 6-4         |
| 30. | 12 tháng 4 năm 2004  | Charleston, USA                   | Đất nện | Conchita Martinez            | 2-6, 6-2, 6-1    |
| 31. | 26 tháng 8 năm 2004  | Warszawa, Poland                  | Đất nện | Svetlana Kuznetsova          | 6-1, 6-4         |
| 32. | 15 tháng 5 năm 2005  | Istanbul, Thổ Nhĩ Kỳ              | Đất nện | Nicole Vaidišová             | 6-3, 6-2         |
| 33. | 9 tháng 7 năm 2005   | Wimbledon, London, United Kingdom | Cỏ      | Lindsay Davenport            | 4-6, 7-6(4), 9-7 |
| 34. | 24 tháng 2 năm 2007  | Memphis, U.S.                     | Cứng    | Shahar Peer                  | 6-1, 6-1         |
| 35. | 7 tháng 7 năm 2007   | Wimbledon, Anh                    | Cỏ      | Marion Bartoli               | 6-4, 6-1         |
| 36. | 30 tháng 9 năm 2007  | Seoul, Hàn Quốc                   | Cứng    | Maria Kirilenko              | 6-3, 1-6, 6-4    |
| 37. | 20 tháng 2 năm 2010  | Dubai Tennis Championship, Dubai  | Cứng    | Victoria Azarenka            | 6-3 7-5          |
| 38. | 21 tháng 10 năm 2012 | BGL Luxembourg Open, Luxembourg   | Cứng    | Monica Niculescu             | 6-2 6-3          |

### Đôi (10)
| Legend                |
| --------------------- |
| Grand Slam (6)        |
| WTA Championships (0) |
| Tier I (1)            |
| Tier II (1)           |
| Tier III (1)          |
| Tier IV & V (0)       |
| Olympics (1)          |

| STT | Ngày                 | Giải đấu                      | Đồng đội        | Đối thủ trong trận chung kết           | Tỉ số            |
| --- | -------------------- | ----------------------------- | --------------- | -------------------------------------- | ---------------- |
| 1.  | 23 tháng 2 năm 1998  | Oklahoma City, U.S.           | Serena Williams | Catalina Cristea và Kristine Kunce     | 7-5, 6-2         |
| 2.  | 12 tháng 10 năm 1998 | Zurich Open, Thụy Sĩ          | Serena Williams | Mariaan De Swardt và Elena Tatarkova   | 5-7, 6-1, 6-3    |
| 3.  | 15 tháng 2 năm 1999  | Hamburg, Đức                  | Serena Williams | Alexandra Fusai và Nathalie Tauziat    | 5-7, 6-2, 6-2    |
| 4.  | 24 tháng 5 năm 1999  | French Open, Paris            | Serena Williams | Martina Hingis và Anna Kournikova      | 6-3, 6-7(2), 8-6 |
| 5.  | 30 tháng 8 năm 1999  | U.S. Open, Thành phố New York | Serena Williams | Chanda Rubin và Sandrine Testud        | 4-6, 6-1, 6-4    |
| 6.  | 26 tháng 6 năm 2000  | Wimbledon, Luân Đôn, Anh      | Serena Williams | Julie Halard và Ai Sugiyama            | 6-3, 6-2         |
| 7.  | 18 tháng 9 năm 2000  | Thế vận hội Mùa, Sydney, Úc   | Serena Williams | Kristie Boogert và Miriam Oremans      | 6-1, 6-1         |
| 8.  | 15 tháng 1 năm 2001  | Australian Open, Melbourne    | Serena Williams | Lindsay Davenport và Corina Morariu    | 6-2, 4-6, 6-4    |
| 9.  | 24 tháng 6 năm 2002  | Wimbledon, Luân Đôn, Anh      | Serena Williams | Virginia Ruano Pascual và Paola Suárez | 6-2, 7-5         |
| 10. | 13 tháng 1 năm 2003  | Australian Open, Melbourne    | Serena Williams | Virginia Ruano Pascual và Paola Suárez | 4-6, 6-4, 6-3    |